# Liste der anorganischen Verbindungen
Liste der Namen von anorganischen Verbindungen, für die es einen Wikipedia-Artikel gibt. Bei größeren Gruppen wurde ein Kategorieverweis eingefügt.
Die Trivialnamen anorganischer Verbindungen sind jedoch nur dann in dieser Liste aufgeführt, wenn lediglich dieser Name – und nicht der offizielle chemische Name gemäß IUPAC – (nahezu) ausschließlich in Wort und Schrift verwendet wird (z. B. Wasser anstatt Wasserstoffoxid).
Die Namen von Mineralien, bei denen es sich auch meist um Trivialnamen handelt, sind ebenfalls in dieser Liste nur in Einzelfällen aufgeführt; für sie gibt es die Liste der Minerale.
| - Kategorie:Aluminiumverbindung - Amidosulfonsäure – (NH2)SO3H - Ammoniak – NH3 - Kategorie:Ammoniumverbindung - Kategorie:Antimonverbindung - Kategorie:Arsenverbindung | - Kategorie:Bariumverbindung - Kategorie:Berylliumverbindung - Kategorie:Bismutverbindung - Kategorie:Bleiverbindung - Kategorie:Borverbindung - Kategorie:Bromverbindung |
| - Kategorie:Cadmiumverbindung - Kategorie:Caesiumverbindung - Kategorie:Calciumverbindung - Kategorie:Cerverbindung - Natriumnitrat – NaNO3 - Calciumchlorid – CaCl2 - Chlorkalk – CaCl(OCl) - Chlorsäure – HClO3 - Chlorsulfonsäure – HSO3Cl - Chlortrifluorid – ClF3 - Chlorwasserstoff – HCl - Kategorie:Chromverbindung - Kategorie:Cobaltverbindung - Cyanwasserstoff – HCN | - Deuteriumoxid (Schweres Wasser) – D2O - Diammoniumhydrogenphosphat – (NH4)2HPO4 - Diboran – B2H6 - Dichloramin – NHCl2 - Dihydrogentrioxid – H2O3 - Dinatriumdihydrogendiphosphat – Na2H2P2O7 - Dinatriumhydrogenphosphat – Na2HPO4 - Dischwefeldichlorid – S2Cl2 - Dischwefelsäure – H2S2O7 - Distickstoffmonoxid (Lachgas) – N2O - Distickstoffpentoxid – N2O5 - Distickstofftetroxid (Stickstofftetroxid) – N2O4 - Distickstofftrioxid – N2O3 |
| - Kategorie:Eisenverbindung - Kategorie:Erbiumverbindung - Kategorie:Europiumverbindung | - Kategorie:Fluorverbindung |
| - Kategorie:Gadoliniumverbindung - Kategorie:Galliumverbindung - Gelbes Blutlaugensalz – K4[Fe(CN)6] - Kategorie:Germaniumverbindung - Kategorie:Goldverbindung | - Kategorie:Hafniumverbindung - Kategorie:Holmiumverbindung - Hydrazin – N2H4 - Hydroxylamin – NH2OH - Hydroxylaminhydrochlorid – NH2OH · HCl |
| - Kategorie:Indiumverbindung - Kategorie:Iodverbindung - Iodazid – IN3 - Iodfluorid – IF - Iodsäure – HIO3 - Iodstickstoff – NI3 - Iodwasserstoff – HI - Kategorie:Iridiumverbindung | J |
| - Kategorie:Kaliumverbindung - Kategorie:Kohlenstoffverbindung - Kohlenstoffmonoxid – CO - Kohlenstoffdioxid – CO2 - Kohlenstoffsuboxid – C3O2 - Kategorie:Kupferverbindung - Kaliumhydroxid – KOH - Natriumhydroxid – NaOH | - Lachgas – N2O - Kategorie:Lanthanverbindung - Kategorie:Lithiumverbindung - Kategorie:Lutetiumverbindung |
| - Kategorie:Magnesiumverbindung - Kategorie:Manganverbindung - Kategorie:Metallamid - Kategorie:Molybdänverbindung - Monochloramin – NH2Cl - Monophosphan – PH3 | - Kategorie:Natriumverbindung - Kategorie:Neptuniumverbindung - Kategorie:Nickelverbindung - Kategorie:Niobverbindung - Nitramid – NO2NH2 - Nitrosylchlorid – NOCl |
| - Kategorie:Osmiumverbindung | - Kategorie:Palladiumverbindung - Pentanatriumtriphosphat – Na5P3O10 - Perchlorsäure – HClO4 - Periodsäure – HIO4 - Peroxodischwefelsäure – H2S2O8 - Peroxomonoschwefelsäure – H2SO5 - Phosphinsäure – H3PO2 - Phosphonsäure – H3PO3 - Phosphor(III)-chlorid – PCl3 - Phosphor(V)-chlorid – PCl5 - Phosphor(III)-fluorid – PF3 - Phosphor(V)-oxid – P2O5 - Phosphoroxychlorid – POCl3 - Phosphorpentachlorid – PCl5 - Phosphorpentasulfid – P2S5 - Phosphorpentoxid – P2O5 - Phosphorsäure – H3PO4 - Phosphor(V)-sulfid – P2S5 - Phosphortetroxid – P2O4 - Phosphortrichlorid – PCl3 - Phosphortrifluorid – PF3 - Phosphortrioxid – P2O3 - Kategorie:Platinverbindung - Kategorie:Plutoniumverbindung - Poloniumwasserstoff – PoH2 |
| - Kategorie:Quecksilberverbindung | - Kategorie:Rheniumverbindung - Kategorie:Rhodiumverbindung - Kategorie:Rubidiumverbindung - Kategorie:Rutheniumverbindung |
| - Salpetersäure – HNO3 - Salzsäure – HCl - Samarium(II)-iodid – SmI2 - Sauerstoffdifluorid – OF2 - Scandiumoxid – Sc2O3 - Schwefeldichlorid – SCl2 - Schwefeldioxid – SO2 - Schwefelhexafluorid -SF6 - Schwefelsäure – H2SO4 - Schwefeltrioxid – SO3 - Kategorie:Schwefelverbindung - Schwefelwasserstoff – H2S - Schweflige Säure – H2SO3 - Kategorie:Selenverbindung - Silane – SinH2n+2 - Kategorie:Silberverbindung - Kategorie:Siliciumverbindung - Stickstoffdioxid – NO2 - Stickstoff(III)-fluorid – NF3 - Stickstoffmonoxid – NO - Stickstofftrichlorid – NCl3 - Stickstofftribromid – NBr3 - Stickstofftrifluorid – NF3 - Stickstofftriiodid – NI3 - Stickstoffwasserstoffsäure – HN3 - Kategorie:Strontiumverbindung - Sulfurylchlorid – SO2Cl2 | - Kategorie:Tantalverbindung - Kategorie:Tellurverbindung - Kategorie:Terbiumverbindung - Tetrachlorogoldsäure – HAuCl4 - Tetraamminkupfersulfat – [Cu(NH3)4]SO4 - Tetranatriumdiphosphat – Na4P2O7 - Tetraphosphortrisulfid – P4S3 - Kategorie:Thalliumverbindung - Thiocyansäure – HSCN - Thionylchlorid – SOCl2 - Thioschwefelsäure – H2S2O3 - Kategorie:Thoriumverbindung – ThO2 - Kategorie:Titanverbindung - Trichlorsilan – HSiCl3 - Trimangantetraoxid – Mn3O4 - Tritiumoxid – T2O - Triuranoctoxid – U3O8 |
| - Kategorie:Uranverbindung | - Kategorie:Vanadiumverbindung |
| - Wasser – H2O - Wasserstoffperoxid – H2O2 - Kategorie:Wolframverbindung | - Kategorie:Xenonverbindung |
| - Kategorie:Yttriumverbindung - Kategorie:Ytterbiumverbindung | - Zeolith A – Na12((AlO2)12(SiO2)12) · 27 H2O - Kategorie:Zinkverbindung - Kategorie:Zinnverbindung - Kategorie:Zirconiumverbindung |